# Bildungsdokumentationsgesetz
Das Bildungsdokumentationsgesetz (BilDokG) ist am 1. Jänner 2003 in Österreich in Kraft getreten.
Das Gesetz sieht eine statistische Meldepflicht von Schülerdaten der Schulen zum Zweck zur Verarbeitung einer Bundesstatistik vor.
Es werden Daten erhoben über:
1. Verarbeitung von Daten im Zusammenhang mit dem Schulbesuch
2. Verarbeitung von Daten im Fall der Ablegung einer Externistenprüfung
3. Sozialversicherungsnummer, Ersatzkennzeichnung